# Anton Thien
Anton Thien (* 21. Mai 1900 in Strücklingen; † 1. Dezember 1987 in Quakenbrück) war ein deutscher Politiker.
Der gelernte Bäckermeister gehörte als Abgeordneter der CDU von der ersten Sitzung am 30. Januar 1946 bis zur letzten am 6. November 1946 dem Ernannten Landtag von Oldenburg an.

## Quelle
- Barbara Simon: Abgeordnete in Niedersachsen 1946–1994. Biographisches Handbuch. Hrsg. vom Präsidenten des Niedersächsischen Landtages. Niedersächsischer Landtag, Hannover 1996.

| Personendaten    | Personendaten                  |
| ---------------- | ------------------------------ |
| NAME             | Thien, Anton                   |
| KURZBESCHREIBUNG | deutscher Politiker (CDU), MdL |
| GEBURTSDATUM     | 21. Mai 1900                   |
| GEBURTSORT       | Strücklingen                   |
| STERBEDATUM      | 1. Dezember 1987               |
| STERBEORT        | Quakenbrück                    |